# Championnats du monde de gymnastique aérobic 2006
Navigation
Édition précédente Édition suivante
Les championnats du monde de gymnastique aérobic 2006, neuvième édition des championnats du monde de gymnastique aérobic, ont eu lieu du 1er au 3 juin 2006 à Nankin, en République populaire de Chine. Les épreuves individuelles sont remportées par le Chinois Ao Jinping chez les hommes et par la Brésilienne Marcela Lopez chez les femmes.

## Résultats

### Individuel femmes
| Rang | Gymnaste                | Pays             | Points |
| ---- | ----------------------- | ---------------- | ------ |
|      | Marcela Lopez           | Brésil           | 21.600 |
|      | Huang Jinxuan           | Chine            | 20.350 |
|      | Elmira Dassaeva         | Espagne          | 20.250 |
| 4    | Arianna Ciucci          | Italie           | 20.000 |
| 5    | Angela McMillian        | Nouvelle-Zélande | 19.850 |
| 6    | Ekaterina Cherepanova   | Russie           | 19.800 |
| 7    | Cristina Simona Nedelcu | Roumanie         | 19.650 |
| 8    | Tania Mihaela Pohoata   | Roumanie         | 19.300 |

### Individuel hommes
| Rang | Gymnaste       | Pays     | Points |
| ---- | -------------- | -------- | ------ |
|      | Ao Jinping     | Chine    | 21.700 |
|      | Ivan Parejo    | Espagne  | 21.200 |
|      | Mircea Zamfir  | Roumanie | 21.050 |
| 4    | Vito Iaia      | Italie   | 20.850 |
| 5    | Popa Bogdan    | Roumanie | 20.700 |
| 6    | Grégory Alcan  | France   | 20.700 |
| 7    | Jonatan Canada | Espagne  | 19.900 |
| 8    | Song Bo        | Chine    | 19.750 |

### Couples
| Rang | Gymnastes                                            | Pays     | Points |
| ---- | ---------------------------------------------------- | -------- | ------ |
|      | Tudorel-Valentin Mavrodineanu, Tania Mihaela Pohoata | Roumanie | 20.450 |
|      | Wilkie Satti Sanchez, Giovanna Lecis                 | Italie   | 20.250 |
|      | Aurélie Joly, Julien Chaninet                        | France   | 20.200 |
| 4    | Cristina Antonescu, Mircea Brinzea                   | Roumanie | 20.150 |
| 5    | Huang Jinxuan, He Shijian                            | Chine    | 19.550 |
| 6    | Israel Carrasco, Saray Martin                        | Espagne  | 19.400 |
| 7    | Margarita Stoyanova, Radoslov Zhivkov                | Bulgarie | 19.400 |
| 8    | Fan Jie, Ni Zhen Hua                                 | Chine    | 19.250 |

### Trio
| Rang | Gymnastes                                                                     | Pays     | Points |
| ---- | ----------------------------------------------------------------------------- | -------- | ------ |
|      | Mircea Brinzea, Tudorel-Valentin Mavrodineanu, Mircea Zamfir                  | Roumanie | 21.500 |
|      | Zhang Peng, Qin Yong, Yu Wei                                                  | Chine    | 21.350 |
|      | Raluca Elena Babaligea, Constantina Madalina Cioveie, Cristina Simona Nedelcu | Roumanie | 20.600 |
| 4    | Cosimo D, Vito Iaia, Emanuele Pagliuca                                        | Italie   | 20.350 |
| 5    | Margarita Stoyanova, Assia Ramizova, Galina Lazarova                          | Bulgarie | 20.300 |
| 6    | Liu Pengcheng, Zhang Xiaolong, Tian Kun                                       | Chine    | 20.150 |
| 7    | Jonatan Canada, Israel Carrasco, Ivan Parejo                                  | Espagne  | 19.800 |
| 8    | Eugenia Anisimova, Irina Klopova, Julia Amosova                               | Russie   | 19.750 |

### Groupes
| Rang | Gymnaste | Pays     | Points |
| ---- | --- | -------- | ------ |
|      | Yan Song, Qin Yong, Xiong De Liang, He Shijian, Ao Jinping, Yu Wei                                                                 | Chine    | 21.600 |
|      | Gaylord Oubrier, Xavier Julien, Morgan Jacquemin, Adrien Galo, Vivien Peralta, Nicolas Garavel                                     | France   | 20.850 |
|      | Tang Peng, Wu Yongjun, Zhang Zhuo, Zhang Xue, Guo Xiaoping, Li Jia                                                                 | Chine    | 20.350 |
| 4    | Raluca Elena Babaligea, Cristina Antonescu, Constantina Madalina Cioveie, Cristina Marin, Cristina Simona Nedelcu, Izabela Lăcătuș | Roumanie | 20.300 |
| 5    | Denis Karepov, Konstantin Nekrasov, Vladimir Vorobyev, Roman Tymko, Sergei Konstantinov, Danila Shohin                             | Russie   | 19.750 |
| 6    | Lora Bertone, Arianna Ciucci, Daniela Tosci, Cinzia Galletti, Lisa Milani, Alice Capitani                                          | Italie   | 19.400 |
| 7    | Jonatan Canada, Israel Carrasco, Saray Martin, Alexandra Torres, Ivan Parejo, Toni Leyva                                           | Espagne  | 19.300 |
| 8    | Elena Kurochkina, Eugenia Anisimova, Ekaterina Cherepanova, Anastasia Akhmadieva, Irina Klopova, Julia Amosova                     | Russie   | 19.250 |

### Tableau des médailles
| Rang | Nation   | Or | Argent | Bronze | Total |
| ---- | -------- | -- | ------ | ------ | ----- |
| 1    | Chine    | 2  | 2      | 1      | 5     |
| 2    | Roumanie | 2  | 0      | 2      | 4     |
| 3    | Brésil   | 1  | 0      | 0      | 1     |
| 4    | France   | 0  | 1      | 1      | 2     |
| 4    | Espagne  | 0  | 1      | 1      | 2     |
| 6    | Italie   | 0  | 1      | 0      | 1     |